# 코어리스
코어리스(영어: Koreless, 1991년 6월 25일 ~ 현재)는 웨일스의 뱅고어 출신의 전자 음악가이자 아티스트이다.

## 역사
코어리스는 웨일스에서 태어났지만 대부분의 시간을 글래스고에서 보냈다.
2011년, 코어리스는 첫 EP인 “4D”를 한정판 12인치 싱글로 발매하였다. 2012년 7월에는 자크 그린의 레코드 레이블 바스 레코드에서 싱글 ‘Lost In Tokyo’를 발표하였다. 그는 뉴욕에서 열린 2012년 레드 불 뮤직 아카데미에 초대되었다.
코어리스는 2012년 런던에서 활동하였던 프로듀서 겸 보컬리스트 샘파와 함께 쇼트 스토리스라는 이름으로 함께 작업을 하였다. 그 두 사람은 그 해 12월 보일러 룸 TV의 짧은 DJ 세트에서 노래 ‘Leg It Go’를 공개하였다. 이 곡은 2013년 1월 영에서 두 번째 트랙인 ‘On The Way’와 함께 발매됐다.
코얼리스의 두 번째 EP “Yügen”을 2013년에 영을 통하여 공개하였다. 원래 EP는 싱글 ’Sun’의 발매와 함께 공개되었다. 이 EP의 다른 곡인 ‘Never’는 제이슨 라이트먼의 2014년 영화 멘, 우먼 & 칠드런에 수록됐다.
2013년 12월, 코어리스는 공식적으로 영과 계약을 진행하였다. 그 후 같은 레이블에 소속된 SBTRKT의 두 번째 정규 음반 “Wonder Where We Land”에 참여하였다.

## 디스코그래피

### 음반
- Agor (2021)

### EP
- 4D (2011)
- Yügen (2013)

### 싱글
- Up Down Up Down (2011)
- "Lost in Tokyo" (2012)
- On the Way / Let It Go (2013 as Short Stories with Sampha)
- Sun (2013)
- TT / Love (2015)
- Black Rainbow / Moonlight (2021)[13]